# BAM Groep
Koninklijke BAM Groep nv er en nederlandsk bygge- og anlægsvirksomhed med hovedkvarter i Bunnik I 2021 havde 15.739 ansatte og en omsætning på 7,3 mia. euro
Virksomheden blev etableret af Adam van der Wal som en joiner's shop i 1869 i Groot-Ammers. I 1927 skiftede den navn til Bataafsche Aanneming Maatschappij van Bouw- en Betonwerken (BAM).